# Bosão II de Arles
Bosão II de Arles (928 – 966) foi conde de Arles, de Avinhão e da Provença.
Foi filho de Robaldo de Arles e de Ermengarda da Aquitânia, filha de Guilherme I de Auvérnia (893 - 918), conde de Auvérnia e de Angilberga. Casou com Constança de Vienne, filha de Carlos Constantino, conde de Viena e de Tiberga de Troyes de quem teve:
1. Guilherme I de Arles, conde de Arles e marquês da Provença, casou com Adelaide Branca de Anjou, filha de Fulque II de Anjou e de Gerberga de Maine
2. Robaldo I